# Ermita de Camaldoli
L'Eremitori o Ermita de Camaldoli és un monestir proper a Nàpols (Campània, Itàlia).
És un dels monestirs encara actiu a la regió, situat dalt d'un turó darrere de Nàpols en el punt més alt a la ciutat, entre el Vesuvi i els Camps Flegreus. Va ser construït el 1585 pels Eremites Camaldulesos de Monte Corona al lloc d'una església anterior. L'altar gran a l'església és obra de Cosimo Fanzago, i hi ha nombroses pintures d'artistes com Fracanzano i Giordano. Part del monestir és obert al públic, que pot visitar ocassionalment els jardins.